# Liz Glazowski
Liz Glazowski (ur. 19 grudnia 1957 w Zakopanem) – amerykańska modelka polskiego pochodzenia. Playmate of the Month (kwiecień 1980) miesięcznika Playboy. Autorem sesji zdjęciowej był Ken Marcus. Wystąpiła w filmie The Happy Hooker Goes Hollywood (1980) w reżyserii Alana Robertsa.